# Troglosiro ninqua
Espèce
Troglosiro ninqua est une espèce d'opilions cyphophthalmes de la famille des Troglosironidae.

## Distribution
Cette espèce est endémique de Nouvelle-Calédonie. Elle se rencontre sur le mont Ninqua

## Description
Le mâle holotype mesure 2,12 mm et la femelle paratype 2,13 mm.

## Étymologie
Son nom d'espèce lui a été donné en référence au lieu de sa découverte, le mont Ninqua.

## Publication originale
- Shear, 1993 : « The genus Troglosiro and the new family Troglosironidae (Opiliones, Cyphophthalmi). » Journal of Arachnology, vol. 21, no 2, p. 81-90 (texte intégral).